# The Infinite Wonders of Creation
The Infinite Wonders of Creation je čtvrté a poslední album od stejnojmenné hudební skupiny italského skladatele Lucy Turilliho. Vydáno bylo 26. května 2006 vydavatelstvím Magic Circle Music. Jedná se o jediné album skupiny, na němž Turilli účinkuje jako klávesista. Vokalisty byli Olaf Hayer a Bridget Fogle. Limitovaná edice obsahovala navíc klavírní verzi skladby „Altitudes“ a singl „Virus“ od skupiny Luca Turilli's Dreamquest.

## Seznam skladeb
| Disk 1 | Disk 1                                             | Disk 1 |
| Pořadí | Název                                              | Délka  |
| ------ | -------------------------------------------------- | ------ |
| 1.     | Secrets of the Forgotten Ages                      | 3:12   |
| 2.     | Mother Nature                                      | 4:39   |
| 3.     | Angels of the Winter Dawn                          | 4:16   |
| 4.     | Altitudes                                          | 4:37   |
| 5.     | The Miracle of Life                                | 4:24   |
| 6.     | Silver Moon                                        | 5:37   |
| 7.     | Cosmic Revelation                                  | 4:48   |
| 8.     | Pyramids and Stargates                             | 6:07   |
| 9.     | Mystic and Divine                                  | 4:21   |
| 10.    | The Infinite Wonders of Creation                   | 8:39   |
| 11.    | Altitudes (Piano Version) (Pouze limitovaná edice) | 3:20   |

| Disk 2 (Pouze limitovaná edice) | Disk 2 (Pouze limitovaná edice) | Disk 2 (Pouze limitovaná edice) |
| Pořadí                          | Název                           | Délka                           |
| ------------------------------- | ------------------------------- | ------------------------------- |
| 1.                              | Virus (Single Edit)             |                                 |
| 2.                              | Antivirus (remix)               |                                 |
| 3.                              | Too Late                        |                                 |
| 4.                              | Sospiro Divino                  |                                 |

## Autoři
Bridget Fogle – ženské vokály
Olaf Hayer – mužské vokály
Luca Turilli – kytary, klávesy, kompozice
Sascha Paeth – baskytara
Robert Hunecke-Rizzo – bicí

## Žebříčky
| Žebříček (2006)              | Nejvyšší pozice |
| ---------------------------- | --------------- |
| SNEP (Francie)               | 138             |
| Offizielle Top 100 (Německo) | 100             |